# Caux
Caux là một xã trong vùng Occitanie, thuộc tỉnh Hérault, quận Béziers, tổng Canton de Pézenas, miền nam nước Pháp. Tọa độ địa lý của xã là 43° 30' vĩ độ bắc, 03° 22' kinh độ đông. Caux nằm trên độ cao trung bình là 94 mét trên mực nước biển, có điểm thấp nhất là 27 m mét và điểm cao nhất là 166 m mét. Xã có diện tích 24,84 km², dân số vào thời điểm 1999 là 1968 người; mật độ dân số là 79 người/km².

## Thông tin nhân khẩu
| 1962  | 1968  | 1975  | 1982  | 1990  | 1999  |
| ----- | ----- | ----- | ----- | ----- | ----- |
| 1.648 | 1.711 | 1.546 | 1.578 | 1.709 | 1.968 |

## Nhân vật nổi tiếng
- François Lamathe Bedos de Celles de Salelles, nhà tu, nghệ sĩ đàn ống.
- Jean-Jacques Causse (1751-1796), tướng của Napoléon Bonaparte.